# Rinkovec
Rinkovec – wieś w Chorwacji, w żupanii varażdińskiej, w gminie Bednja. W 2011 roku liczyła 284 mieszkańców.